# Gerry Perry
Gerry Perry (Springfield, 1º giugno 1947) è un ex tennista statunitense.

## Carriera
Nei tornei del Grande Slam ha ottenuto il suo miglior risultato raggiungendo la finale di doppio misto agli US Open nel 1968, in coppia con la connazionale Tory Fretz.

## Statistiche

### Doppio misto

#### Finali perse (1)
| Numero | Anno | Torneo            | Superficie | Compagna   | Avversari in finale         | Punteggio |
| 1.     | 1968 | US Open, New York | Cemento    | Tory Fretz | Mary Ann Eisel Peter Curtis | 4–6, 5–7  |